# Бель-Ер (округ Гарфорд, Меріленд)
Бель-Ер (англ. Bel Air) — місто (англ. town) в США, в окрузі Гарфорд штату Меріленд. Населення — 10 661 особа (2020).

## Географія
Бель-Ер розташований за координатами 39°33′12″ пн. ш. 76°22′23″ зх. д. / 39.55333° пн. ш. 76.37306° зх. д. (39.553404, -76.372942). За даними Бюро перепису населення США в 2010 році місто мало площу 41,79 км², з яких 41,59 км² — суходіл та 0,20 км² — водойми.

## Демографія
Згідно з переписом 2010 року, у переписній місцевості мешкало 30 568 осіб у 10 625 домогосподарствах у складі 8343 родин. Густота населення становила 731 особа/км². Було 10985 помешкань (263/км²).
Расовий склад населення:
| - 92,2 % — білих - 3,6 % — чорних або афроамериканців - 2,1 % — азіатів - 0,1 % — корінних американців |

До двох чи більше рас належало 1,5 %. Частка іспаномовних становила 2,4 % від усіх жителів.
За віковим діапазоном населення розподілялося таким чином: 26,6 % — особи молодші 18 років, 62,2 % — особи у віці 18—64 років, 11,2 % — особи у віці 65 років та старші. Медіана віку мешканця становила 39,3 року. На 100 осіб жіночої статі у переписній місцевості припадало 95,3 чоловіків; на 100 жінок у віці від 18 років та старших — 92,2 чоловіків також старших 18 років.
Середній дохід на одне домашнє господарство становив 109 255 доларів США (медіана — 98 200), а середній дохід на одну сім'ю — 119 728 доларів (медіана — 106 463). Медіана доходів становила 74 429 доларів для чоловіків та 51 449 доларів для жінок. За межею бідності перебувало 3,8 % осіб, у тому числі 4,5 % дітей у віці до 18 років та 4,8 % осіб у віці 65 років та старших.
Цивільне працевлаштоване населення становило 16 782 особи. Основні галузі зайнятості: освіта, охорона здоров'я та соціальна допомога — 24,4 %, роздрібна торгівля — 14,3 %, науковці, спеціалісти, менеджери — 11,4 %.

## Персоналії
- Джон Бут (1838—1865) — американський театральний актор.